# Bratt (från Mariestad)
Bratt är en svensk släkt från Mariestad.
Släkten framträder i Mariestad redan på 1500-talet med Hans Bratt, borgare och handelsman. Hans son Lars Hansson var borgmästare i Mariestad 1615.
Det anses att denna Brattsläkt liksom den stora Göteborgssläkten Bratt utgör en gren av den gamla frälsesläkten Bratt af Höglunda.[källa behövs] Icke desto mindre har man inte kunnat bevisa släktskapet.
Vid ståndsriksdagen 1755 satt Carl Gustaf Bratt (1728-) för ätten Bratt af Höglunda, men blev ålagd att skaffa bevis för sitt adelskap.